# Unbreakable (bài hát của Westlife)
"Unbreakable" là bài hát của Westlife, được phát hành tháng 10 năm 2002 làm đĩa đơn đầu tiên từ album Greatest Hits của họ Unbreakable - The Greatest Hits Vol. 1. Ca khúc đã có được cú nhảy lên vị trí quán quân lớn thứ hai trong lịch sử âm nhạc Anh khi từ vị trí 196 (chỉ sau "Mandy" của Barry Manilow nhảy đến #1 từ #200). Đây là đĩa đơn quán quân thứ 11 của nhóm ở Anh.
Đĩa đơn nhận được chứng nhận Bạc với trên 200.000 bản bán được.

## Danh sách track

### CD1
1. Unbreakable (Single Remix)
2. Never Knew I Was Losing You
3. World of Our Own (Video Mỹ)
4. Exclusive Band Footage

### CD2
1. Unbreakable (Single Remix)
2. Evergreen
3. World of Our Own (US Mix)
4. Westlife Fans Roll Of Honour

## Xếp hạng
| Bảng xếp hạng (2002–2003)       | Vị trí cao nhất |
| ------------------------------- | --------------- |
| Áo (Ö3 Austria Top 40)          | 23              |
| Bỉ (Ultratop 50 Flanders)       | 10              |
| Bỉ (Ultratip Wallonia)          | 15              |
| Đan Mạch (Tracklisten)          | 6               |
| Europe (Eurochart Hot 100)      | 5               |
| Đức (GfK)                       | 12              |
| Ireland (IRMA)                  | 1               |
| Hà Lan (Dutch Top 40)           | 18              |
| Hà Lan (Single Top 100)         | 19              |
| New Zealand (Recorded Music NZ) | 44              |
| Nicaragua (Notimex)             | 2               |
| Na Uy (VG-lista)                | 9               |
| Romania (Romanian Top 100)      | 12              |
| Scotland (OCC)                  | 1               |
| Thụy Điển (Sverigetopplistan)   | 5               |
| Thụy Sĩ (Schweizer Hitparade)   | 41              |
| Anh Quốc (OCC)                  | 1               |

Chú thích: Bài hát cũng đã đạt vị trí quán quân tại một số bảng xếp hạng và kênh âm nhạc ở Philippines.
1. ↑  "Austriancharts.at – Westlife – Unbreakable" (bằng tiếng Đức). Ö3 Austria Top 40.
2. ↑  "Ultratop.be – Westlife – Unbreakable" (bằng tiếng Hà Lan). Ultratop 50.
3. ↑  "Ultratop.be – Westlife – Unbreakable" (bằng tiếng Pháp). Ultratip.
4. ↑  "Danishcharts.com – Westlife – Unbreakable" (bằng tiếng Đan Mạch). Tracklisten.
5. ↑  "Eurochart Hot 100 Singles". Music & Media. Quyển 20 số 48. ngày 23 tháng 11 năm 2002. tr. 13 – qua World Radio History.
6. ↑  "Musicline.de – Westlife Single-Chartverfolgung" (bằng tiếng Đức). Media Control Charts. PhonoNet GmbH.  Truy cập ngày 17 tháng 5 năm 2019.
7. ↑  "The Irish Charts – Search Results – Unbreakable" (bằng tiếng Anh). Irish Singles Chart.  Truy cập ngày 6 tháng 2 năm 2021.
8. ↑   "Nederlandse Top 40 – week 48, 2002" (bằng tiếng Hà Lan). Dutch Top 40  Truy cập ngày 6 tháng 2 năm 2021.
9. ↑  "Dutchcharts.nl – Westlife – Unbreakable" (bằng tiếng Hà Lan). Single Top 100.  Truy cập ngày 6 tháng 2 năm 2021.
10. ↑  "Charts.nz – Westlife – Unbreakable" (bằng tiếng Anh). Top 40 Singles.
11. ↑  "Christina y Jennifer López dominan lista de popularidad" (bằng tiếng Tây Ban Nha). El Siglo de Torreón. ngày 17 tháng 2 năm 2003. Truy cập ngày 3 tháng 8 năm 2022.
12. ↑  "Norwegiancharts.com – Westlife – Unbreakable" (bằng tiếng Anh). VG-lista.
13. ↑  "Arhiva romanian top 100 – Editia 3, saptamina 27.01–2.02, 2003" (bằng tiếng Romania). Romanian Top 100. Bản gốc lưu trữ ngày 17 tháng 2 năm 2005. Truy cập ngày 6 tháng 2 năm 2021.
14. ↑  "Official Scottish Singles Sales Chart Top 100" (bằng tiếng Anh). Official Charts Company.
15. ↑  "Swedishcharts.com – Westlife – Unbreakable" (bằng tiếng Anh). Singles Top 100.
16. ↑  "Swisscharts.com – Westlife – Unbreakable" (bằng tiếng Đức). Swiss Singles Chart.
17. ↑  "Official Singles Chart Top 100" (bằng tiếng Anh). Official Charts Company.